# Уилтон, Пенелопа
Дама Пенело́па Элис Уи́лтон (англ. Penelope Alice Wilton; род. 3 июня 1946, Скарборо, Йоркшир, Великобритания) — британская актриса театра и кино.

## Карьера

### Театр
Театральная карьера Пенелопы Уилтон началась в 1974 году, когда она сыграла главную роль первой постановке трилогии Алана Эйкборна «Норманские завоевания», где вместе с ней играл сэр Ральф Ричардсон. Успех у критиков на театральной сцене ей принесла роль Беатрис в постановке «Много шума из ничего» на сцене Королевского национального театра в 1981 году. В 1993 году она с большим успехом исполнила роль Эстер в пьесе Т.Реттигена «Глубокое синее море» в театре Алмейда. Другие её театральные работы включают в себя роли Аркадиной в «Чайке» (2000 г., Барбикан), Бернарды в «Доме Бернарды Альбы» (2005 г., Национальный театр), Эллы Рентхейм в пьесе «Йун Габриэль Боркман» (2007 г., Donmar Warehouse). В 2009 году Уилтон исполнила роль Гертруды в постановке «Гамлета» Майкла Грандаджа на сцене театра Уиндхэмс (заглавную роль играл Джуд Лоу), в 2011 году — роль Агнес в пьесе «Хрупкое равновесие» в театре Алмейда в компании Имельды Стонтон и Тима Пиготта-Смита.
В 2014 году на сцене Чичестерского фестивального театра состоялась премьера пьесы Марка Хэйхёрста «Полночный арест» о жизни адвоката Ганса Литтена. Пенелопа Уилтон сыграла в ней мать главного героя — Имгард Литтен, и получила хвалебные отзывы о своем исполнении. Позже в 2015 году она повторила свое исполнение в театре «Ройал Хэймаркет». Роль в этой постановке принесла актрисе премию Лоренса Оливье. В 2019 году актриса появится в спектакле «Залив в Ницце» по пьесе Дэвида Хэара в постановке Ричарда Эйра на сцене театра Menier Chocolate Factory.

### Кино и телевидение
В 1972 году Уилтон впервые появилась на телевидении, сыграв Виви Уоррен в пьесе «Профессия миссис Уоррен». После этого она появлялась ещё в нескольких постановках проекта BBC Television Shakespeare, в том числе в роли Дездемоны и Реганы. Впоследствии Уилтон принимала участие во многих телевизионных проектах BBC. Широкую известность ей принесла главная роль Энн Брайс в британском ситкоме «Ever Decreasing Circles», выходившим на BBC с 1984 по 1989 годы. Помимо этого она снялась в главные роли и в ролях второго плана в фильмах «Клич свободы» (1987), «Айрис» (2001), «Девочки из календаря» (2003), «Зомби по имени Шон» (2004), «Гордость и предубеждение», «Матч-пойнт» (2005), «Любители истории» (2006). С 2005 по 2008 год в качестве приглашённой звезды появилась в четырёх эпизодах научно-фантастического сериала «Доктор Кто» в роли члена парламента, а потом премьер-министра Харриет Джонс. С 2010 по 2015 годы Пенелопа Уилтон исполняла одну из главных ролей в телевизионном сериале ITV «Аббатство Даунтон». Её героиня — Изабель Кроули — мать предполагаемого наследника поместья, женщина с активной жизненной позицией, без предрассудков. В 2012 году Пенелопа Уилтон исполнила одну из главных ролей в художественном фильме Джона Мэддена «Отель «Мэриголд». Лучший из экзотических».
На сентябрь 2019 года запланирован выход полнометражного фильма «Аббатство Даунтон», в котором Уилтон повторит свою роль из телесериала.

## Личная жизнь
С 1975 по 1984 годы Пенелопа Уилтон была замужем за актёром Дэниелом Мэсси. В 1977 году у пары родилась дочь Элис. В 1991 году Уилтон вышла замуж за сэра Иэна Холма (вследствие чего с 1998 года именовалась леди Холм). Пара развелась в 2001 году.

## Награды и номинации
Уилтон дважды становилась обладательницей премии Сообщества театральных критиков Лондона: в 1981 году за роль в пьесе «Много шума из ничего» и в 1993 году — за «Глубокое синее море». Также у Уилтон шесть номинаций на Премию Лоренса Оливье (1981, 1988, 2001, 2008, 2009, 2015), из них только одна победа: в 2015 году за главную роль в пьесе «Полночный арест».
В 2004 году актриса была произведена в офицеры ордена Британской империи, а в 2016 году по случаю торжеств в честь Дня рождения Королевы ей был пожалован титул Дамы-командора ордена Британской империи за вклад в развитие театра.

## Фильмография
| Год       |     | Русское название                                       | Оригинальное название                             | Роль                                 |
| --------- | --- | ------------------------------------------------------ | ------------------------------------------------- | ------------------------------------ |
| 1972      | тф  | Профессия миссис Уоррен                                | Mrs. Warren's Profession                          | Виви Уоррен                          |
| 1975      | тф  | Король Лир                                             | King Lear                                         | Регана                               |
| 1980—1981 | с   | Пьеса на сегодня                                       | Play for Today                                    | Хелен, Вирджиния Карлион (2 эпизода) |
| 1981      | ф   | Женщина французского лейтенанта                        | The French Lieutenant's Woman                     | Соня                                 |
| 1982      | тф  | История Беатрис Поттер                                 | The Tale of Beatrix Potter                        | Беатрис Поттер                       |
| 1984—1989 | с   |                                                        | Ever Decreasing Circles                           | Энн Брайс (27 эпизодов)              |
| 1986      | ф   | Против часовой стрелки                                 | Clockwise                                         | Пэт                                  |
| 1986      | мтф | Мятежник в монокле                                     | The Monocled Mutineer                             | леди Анжела Форбс (2 эпизода)        |
| 1987      | ф   | Клич свободы                                           | Cry Freedom                                       | Венди Вудс                           |
| 1992      | ф   | Во всём виноват посыльный                              | Blame It on the Bellboy                           | Патрисия Фулфорд                     |
| 1992      | мтф |                                                        | The Borrowers                                     | Хомили                               |
| 1993      | с   |                                                        | The Return of the Borrowers                       | Хомили                               |
| 1993      | ф   | Таинство вознесения                                    | The Secret Rapture                                | Мэрион Френч                         |
| 1995      | ф   | Каррингтон                                             | Carrington                                        | леди Оттолайн Моррелл                |
| 1998      | тф  | Алиса в Зазеркалье                                     | Alice Through the Looking Glass                   | Белая королева                       |
| 1999      | с   | Адвокат Кавана                                         | Kavanagh QC                                       | Барбара Уоткинс (1 эпизод)           |
| 1999      | кор |                                                        | Gooseberries Don't Dance                          |                                      |
| 1999      | мтф | Жёны и дочери                                          | Wives and Daughters                               | миссис Хэмли (2 эпизода)             |
| 2001      | ф   | Айрис                                                  | Iris                                              | Джанет Стоун                         |
| 2001      | мтф | Виктория и Альберт                                     | Victoria & Albert                                 | Виктория, герцогиня Кентская         |
| 2001      | с   | Боб и Роуз                                             | Bob & Rose                                        | Моника Госсаж (3 эпизода)            |
| 2003      | ф   | Девочки из календаря                                   | Calendar Girls                                    | Рут                                  |
| 2004      | ф   | Зомби по имени Шон                                     | Shaun of the Dead                                 | Барбара                              |
| 2005      | ф   | Гордость и предубеждение                               | Pride & Prejudice                                 | миссис Гардинер                      |
| 2005      | ф   | Матч-пойнт                                             | Match Point                                       | Элеонора Хьюит                       |
| 2005      | тф  | Падение                                                | Falling                                           | Дэйзи Лэнгриш                        |
| 2005—2008 | с   | Доктор Кто                                             | Doctor Who                                        | Харриет Джонс (4 эпизода)            |
| 2006      | ф   | Любители истории                                       | The History Boys                                  | миссис Бибби                         |
| 2006      | тф  | Празднование                                           | Celebration                                       | Джули                                |
| 2007      | мтф | Пять дней                                              | Five Days                                         | Барбара Пул                          |
| 2008      | мтф | Страсти                                                | The Passion                                       | Мария                                |
| 2009      | с   | Мисс Марпл: С помощью зеркал                           | Marple: They Do It with Mirrors                   | Кэрри Луиза Серроколд                |
| 2010      | с   | Моя семья                                              | My Family                                         | Розмари Мэтьюз                       |
| 2010—2015 | с   | Аббатство Даунтон                                      | Downton Abbey                                     | Изабель Кроули                       |
| 2011      | мтф | Саут Райдинг                                           | South Riding                                      | миссис Беддоус                       |
| 2012      | ф   | Отель «Мэриголд». Лучший из экзотических               | The Best Exotic Marigold Hotel                    | Джин Эйнсли                          |
| 2012      | тф  | Девушка                                                | The Girl                                          | Пегги Робертсон                      |
| 2013      | ф   | Белль                                                  | Belle                                             | леди Мэри Мюррей                     |
| 2015      | ф   | Отель «Мэриголд». Заселение продолжается               | The Second Best Exotic Marigold Hotel             | Джин Эйнсли                          |
| 2016      | ф   | Большой и добрый великан                               | The BFG                                           | королева Елизавета II                |
| 2017      | с   | Короткие встречи                                       | Brief Encounters                                  | Полин                                |
| 2017      | ф   | Зоопарк                                                | Zoo                                               | Дениз Остин                          |
| 2018      | ф   | Клуб любителей книг и пирогов из картофельных очистков | The Guernsey Literary and Potato Peel Pie Society | Амелия                               |
| 2019—2022 | с   | Жизнь после смерти                                     | After Life                                        | Энн                                  |
| 2019      | ф   | Аббатство Даунтон                                      | Downton Abbey                                     | Изабель Грей, баронесса Мертон       |
| 2019      | ф   | Внутренняя красота                                     | Eternal Beauty                                    |                                      |
| 2020      | ф   | Страна солнца                                          | Summerland                                        | Элис в старости                      |
| 2021      | ф   | Операция «Мясной фарш»                                 | Operation Mincemeat                               | Эстер Леггет                         |
| 2022      | ф   | Аббатство Даунтон: Новая эра                           | Downton Abbey: A New Era                          | Изабель Грей, баронесса Мертон       |